# Borzicactus sepium
Borzicactus sepium es una especie de planta suculenta perteneciente al género Borzicactus, dentro de la familia Cactaceae. Se distribuye desde el suroeste de Colombia hasta Ecuador.

## Descripción

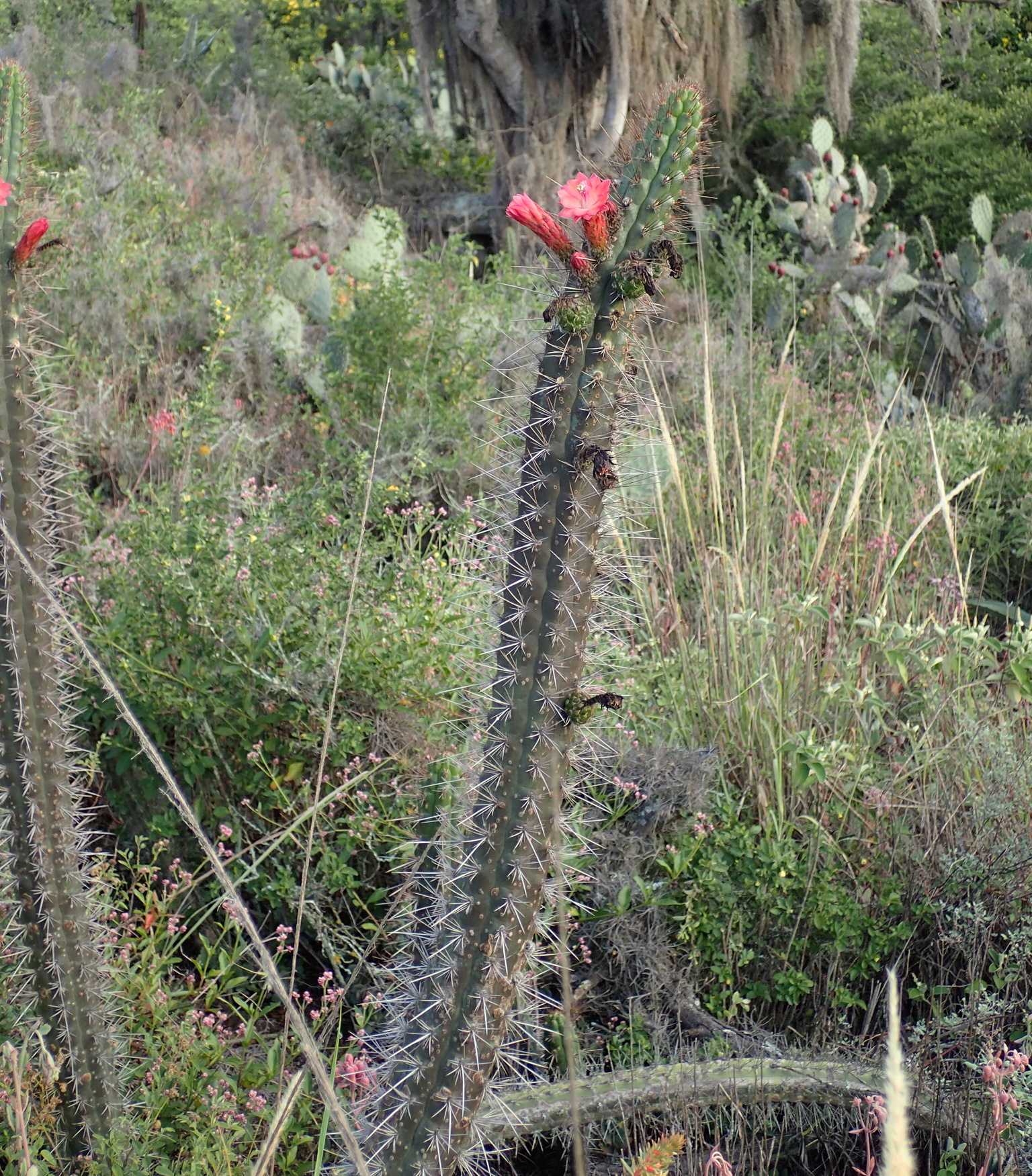
Planta en su hábitat

Borzicactus sepium es una especie de cactus de crecimiento arbustivo, con tallos ascendentes, con pocas o ninguna rama desde la base. Son de color verde claro a oscuro y pueden alcanzar alturas de 0,5 a 2 m y diámetros de 3 a 10 cm.
Presentan de 6 a 18 costillas bajas, romas y onduladas, que se dividen en tubérculos mediante surcos. En ellos se sitúan las areolas, que son de color blanco o marrón claro y que están muy separadas entre sí. Las espinas, erizadas o aciculares, son de color marrón, amarillento o negruzco y se vuelven grises con la edad. Tienen de 1 a 3 espinas centrales de hasta 4 cm de largo, y de 8 a 10 espinas marginales de hasta 1 cm de largo.

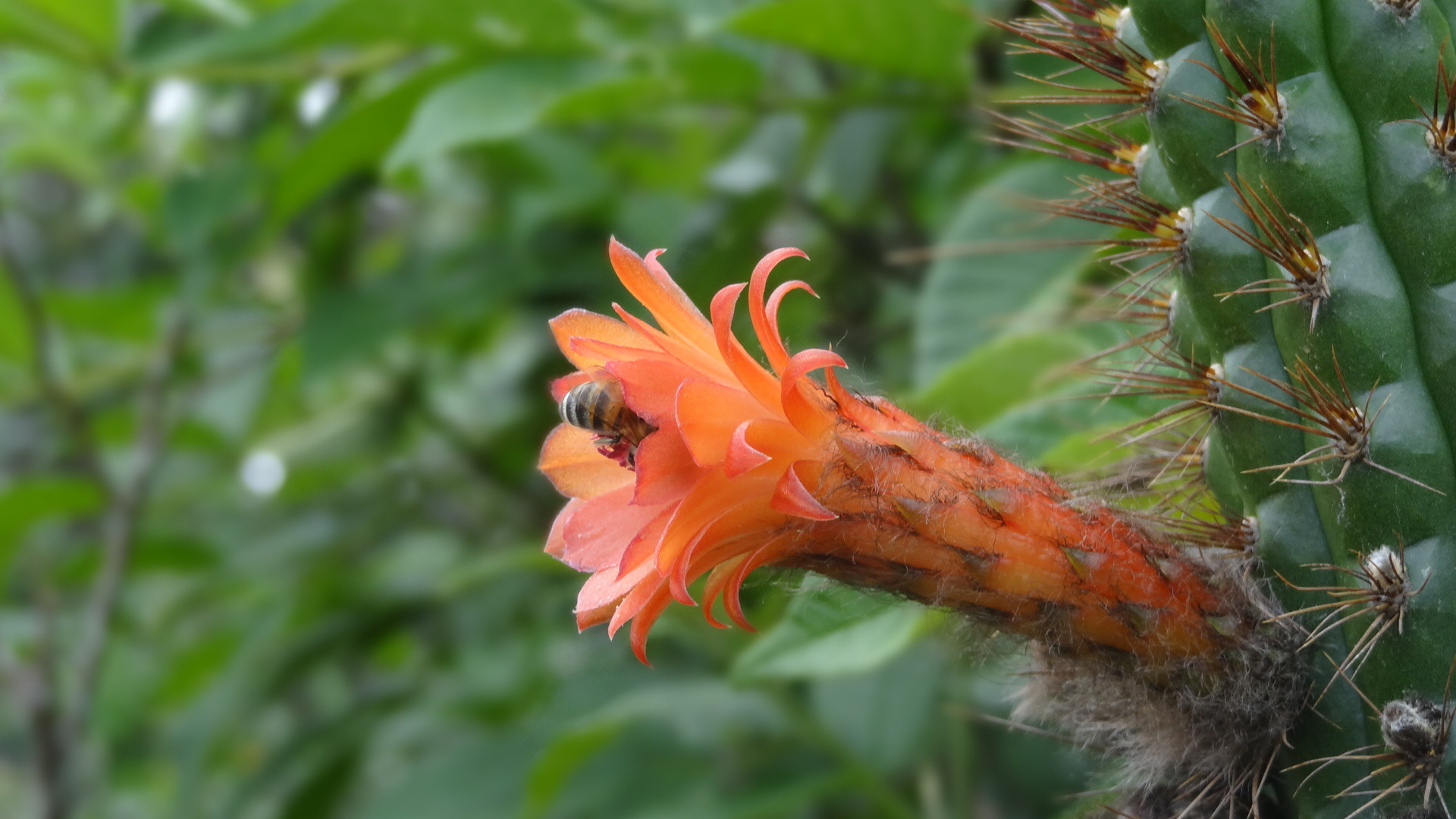
Una abeja polinizando la flor del cactus

Las flores son tubulares, ligeramente cigomorfas y de color rojo brillante. Miden hasta 7,5 cm de largo y tienen un diámetro de 3 cm. Los frutos son esféricos, de color verde parduzco a verde amarillento y alcanzan un diámetro de hasta 5 cm.

## Distribución y hábitat
El área de distribución nativa de esta especie va desde el suroeste de Colombia hasta Ecuador y crece principalmente en el bioma tropical estacionalmente seco, a altitudes de 1500 a 3500 metros sobre el nivel del mar.

## Taxonomía
La primera descripción de esta especie fue como Cactus sepium, publicada en 1823 por el botánico alemán Karl Sigismund Kunth en el libro Nova Genera et Species Plantarum 6: 66.
Más tarde, los botánicos estadounidenses Nathaniel Lord Britton y Joseph Nelson Rose trasladaron la especie al género Borzicactus, por lo que pasó a llamarse Borzicactus sepium. Registraron estos cambios en el libro The Cactaceae; descriptions and illustrations of plants of the cactus family 2: 160, publicado en 1920.
Etimología
- Borzicactus: nombre genérico formado a partir del prefijo borzi- (que hace referencia al botánico Antonino Borzì (1852-1921), director del jardín botánico de Palermo) y kaktos (que significa ‘cardo’ o ‘planta espinosa’), en alusión al cuerpo esférico y espinoso que presentan las especies de este género.[5]
- sepium: epíteto específico proviene del latín y que se relaciona con sepia, que significa 'seto' o 'cerca', haciendo referencia a su forma de crecimiento.[6]

### Subespecies
Actualmente se distinguen cuatro subespecies:
| Imagen | Subespecie                                                 | Descripción                                                                     | Distribución                                |
| ------ | ---------------------------------------------------------- | ------------------------------------------------------------------------------- | ------------------------------------------- |
|        | Borzicactus sepium subsp. morleyanus (Britton & Rose) Lodé | Espinas de color marrón.                                                        | Ecuador                                     |
|        | Borzicactus sepium subsp. sepium                           | Espinas de color marrón, amarillento o negruzco que vuelven grises con la edad. | Desde el suroeste de Colombia hasta Ecuador |
|        | Borzicactus sepium subsp. ventimigliae (Riccob.) Lodé      | Espinas más largas que las otras subespecies.                                   | Ecuador                                     |
|        | Borzicactus sepium subsp. websterianus (Backeb.) Lodé      | Espinas de color blanco.                                                        | Ecuador                                     |

Sinonimia
- Sinónimos de Borzicactus sepium subsp. morleyanus:
  - Borzicactus morleyanus Britton & Rose (1920)
  - Borzicactus sepium var. morleyanus (Britton & Rose) Krainz (1971)
  - Cleistocactus sepium var. morleyanus (Britton & Rose) Madsen (1989)

- Sinónimos de Borzicactus sepium subsp. sepium:
  - Borzicactus aequatorialis Backeb. (1956 publ. 1957)
  - Borzicactus roezlii (F.Haage ex K.Schum.) Backeb. (1937)
  - Borzicactus sepium var. roezlii (F.Haage ex K.Schum.) Borg (1937)
  - Cereus chotaensis (F.A.C.Weber) Vaupel (1913)
  - Cereus jajoianus Backeb. (1933)
  - Cereus roezlii Backeb. (1933)
  - Cereus roezlii F.Haage ex K.Schum. (1897)
  - Cleistocactus chotaensis F.A.C.Weber (1904)
  - Cleistocactus roezlii (F.Haage ex K.Schum.) Backeb. (1936)
  - Seticereus roezlii (F.Haage ex K.Schum.) Backeb. (1949)

- Sinónimos de Borzicactus sepium subsp. ventimigliae:
  - Borzicactus ventimigliae Riccob. (1909)
  - Cereus ventimigliae (Riccob.) Vaupel (1913)
  - Cleistocactus sepium var. ventimigliae (Riccob.) Madsen (1989)

- Sinónimos de Borzicactus sepium subsp. websterianus:
  - Borzicactus websterianus Backeb. (1937)
  - Borzicactus websterianus var. rufispinus Backeb. (1937)

## Estado de conservación
En la Lista Roja de Especies Amenazadas de la UICN, la especie está clasificada como de "Preocupación Menor (LC)".

## Usos
Se cultiva principalmente como planta ornamental y su propagación se realiza normalmente a través de esquejes o semillas. Además, sus frutos son comestibles.

## Galería

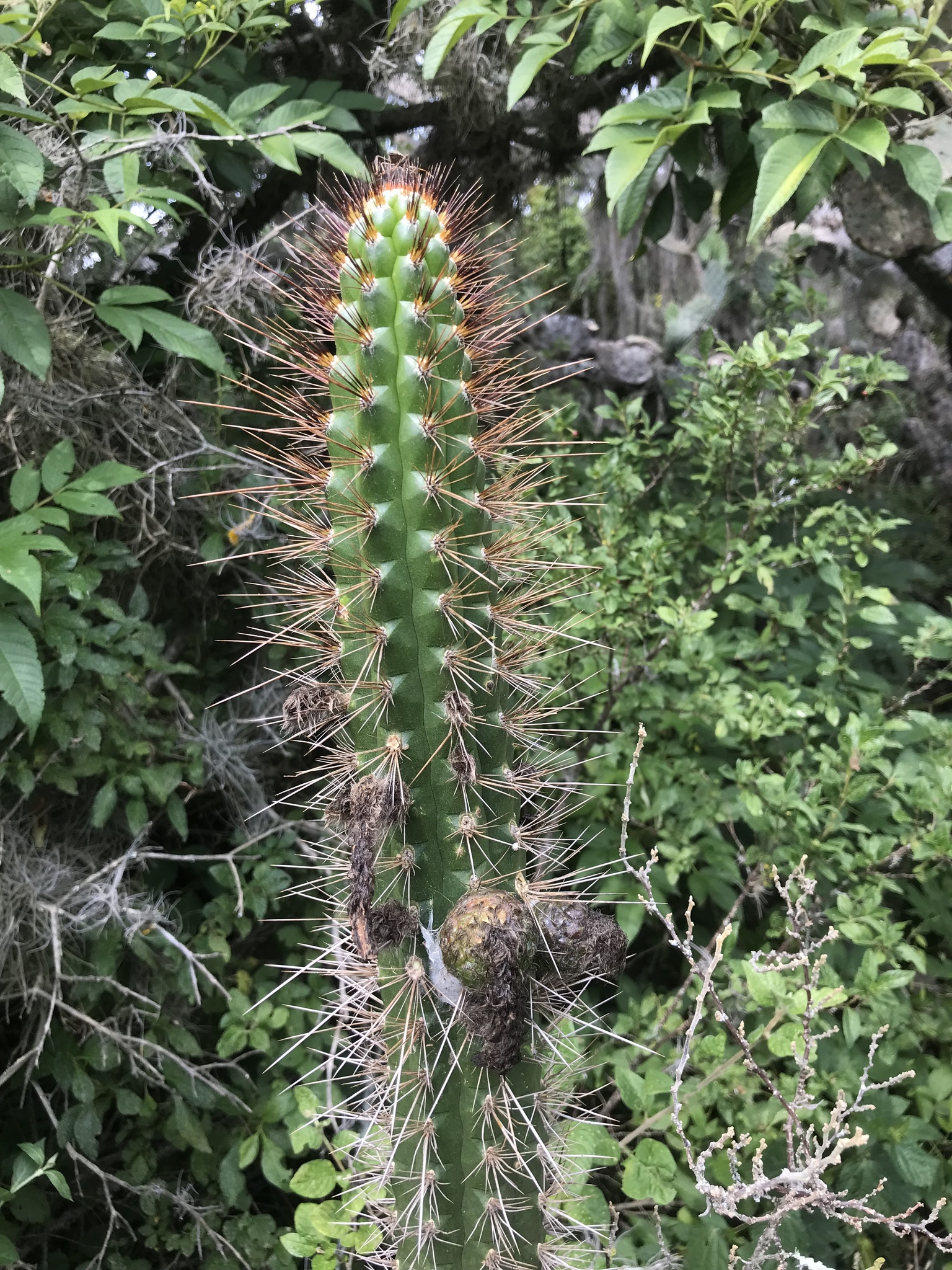
Detalle del fruto
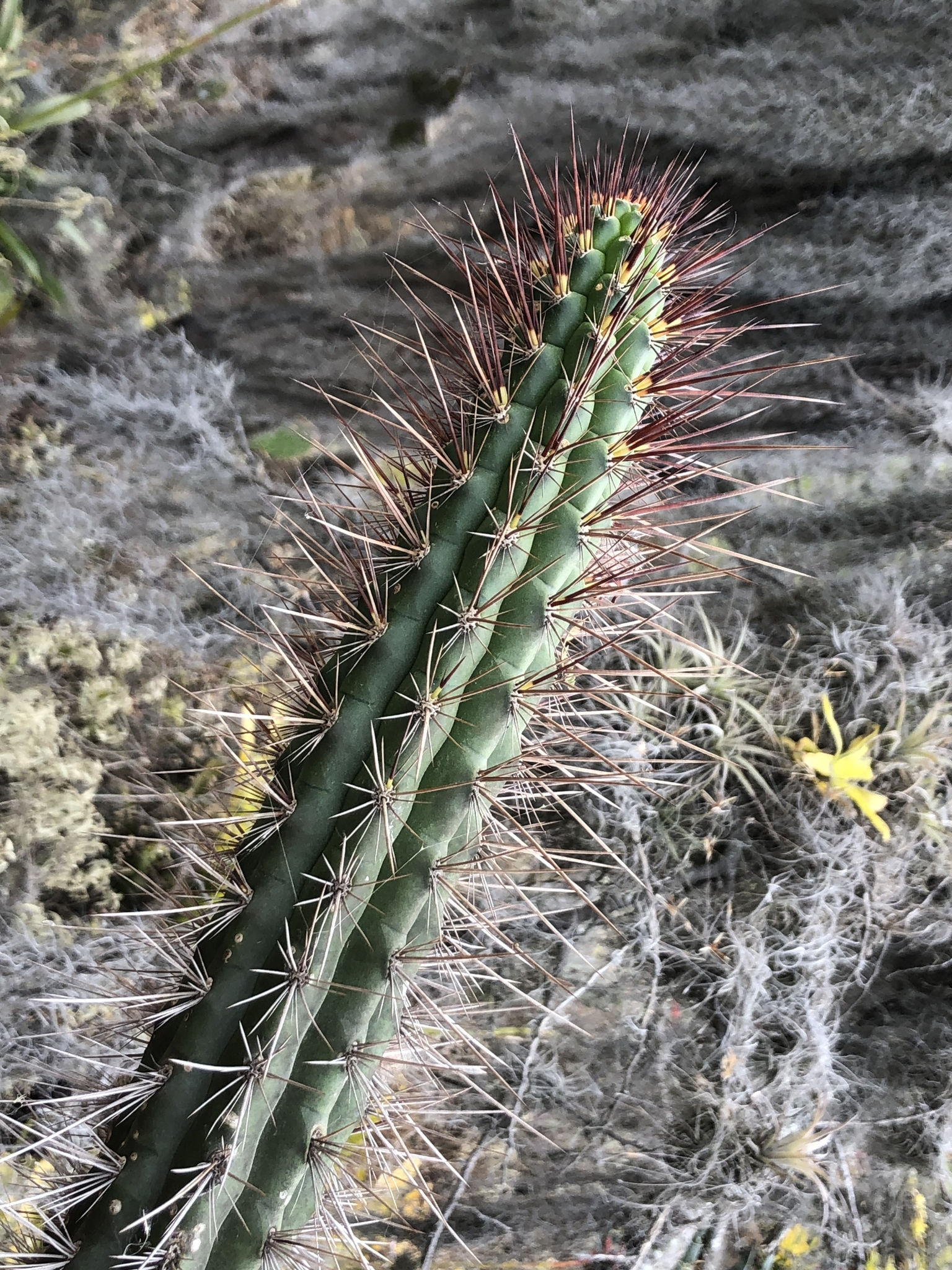
Detalle del tallo
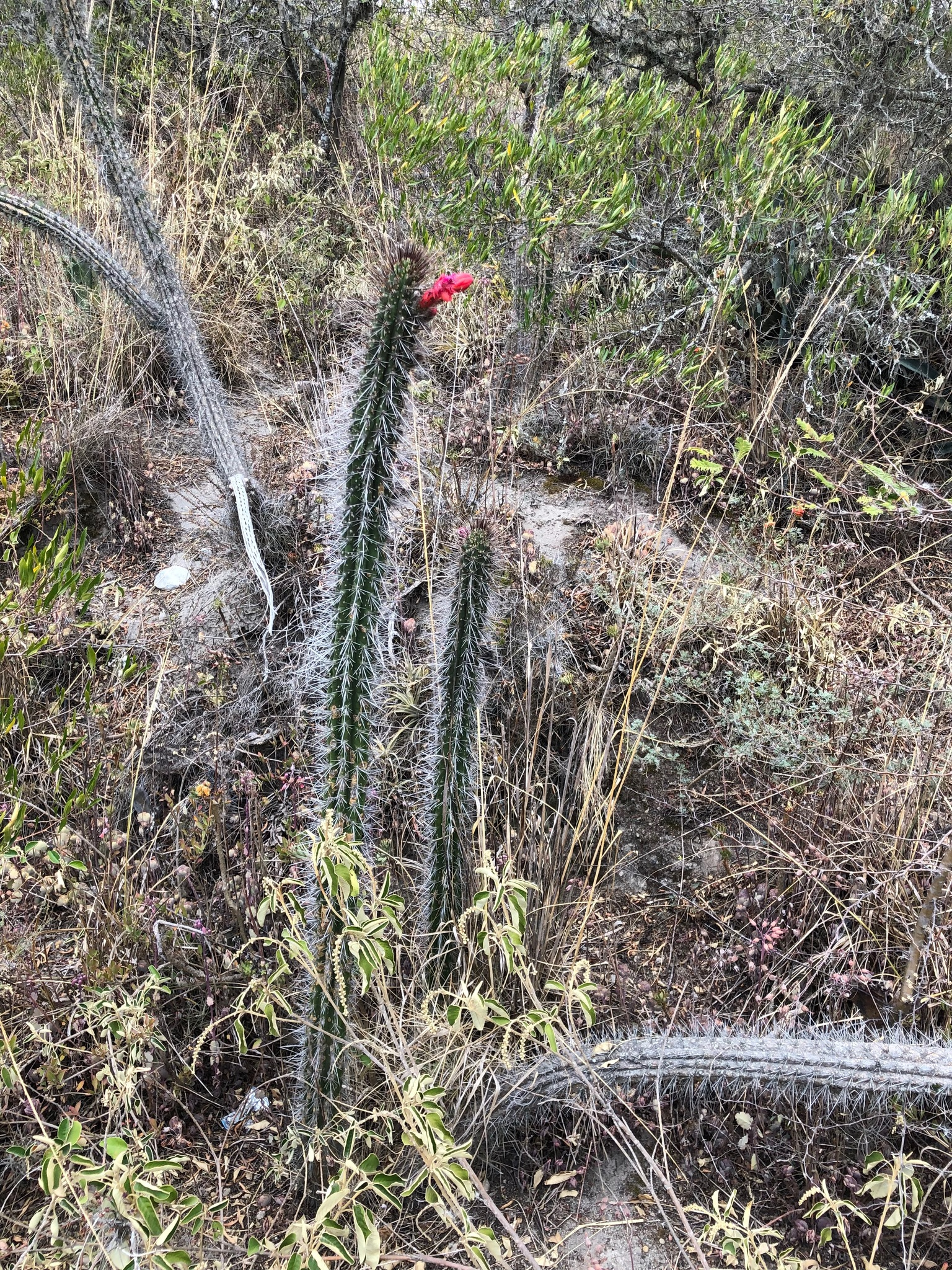
Planta en su hábitat
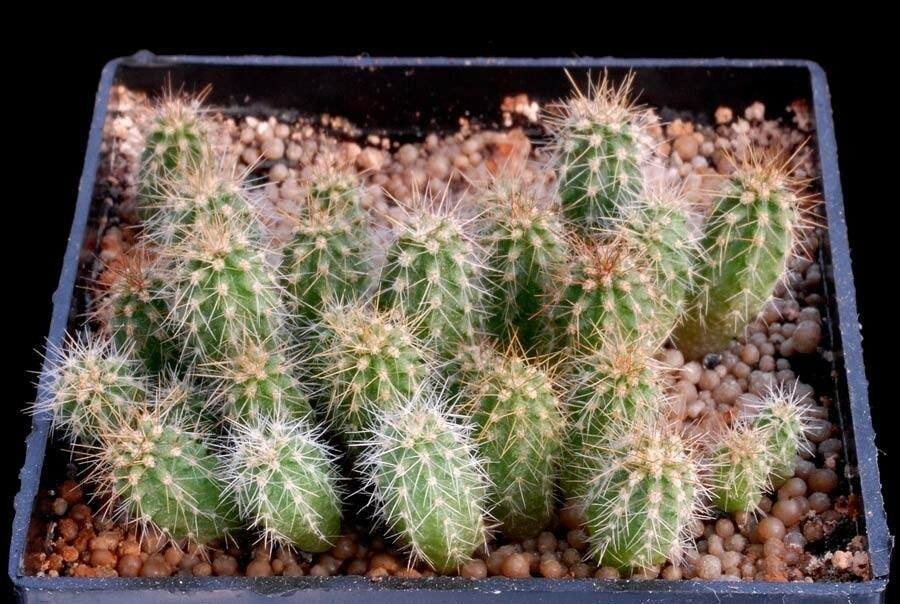
Plántulas en crecimiento
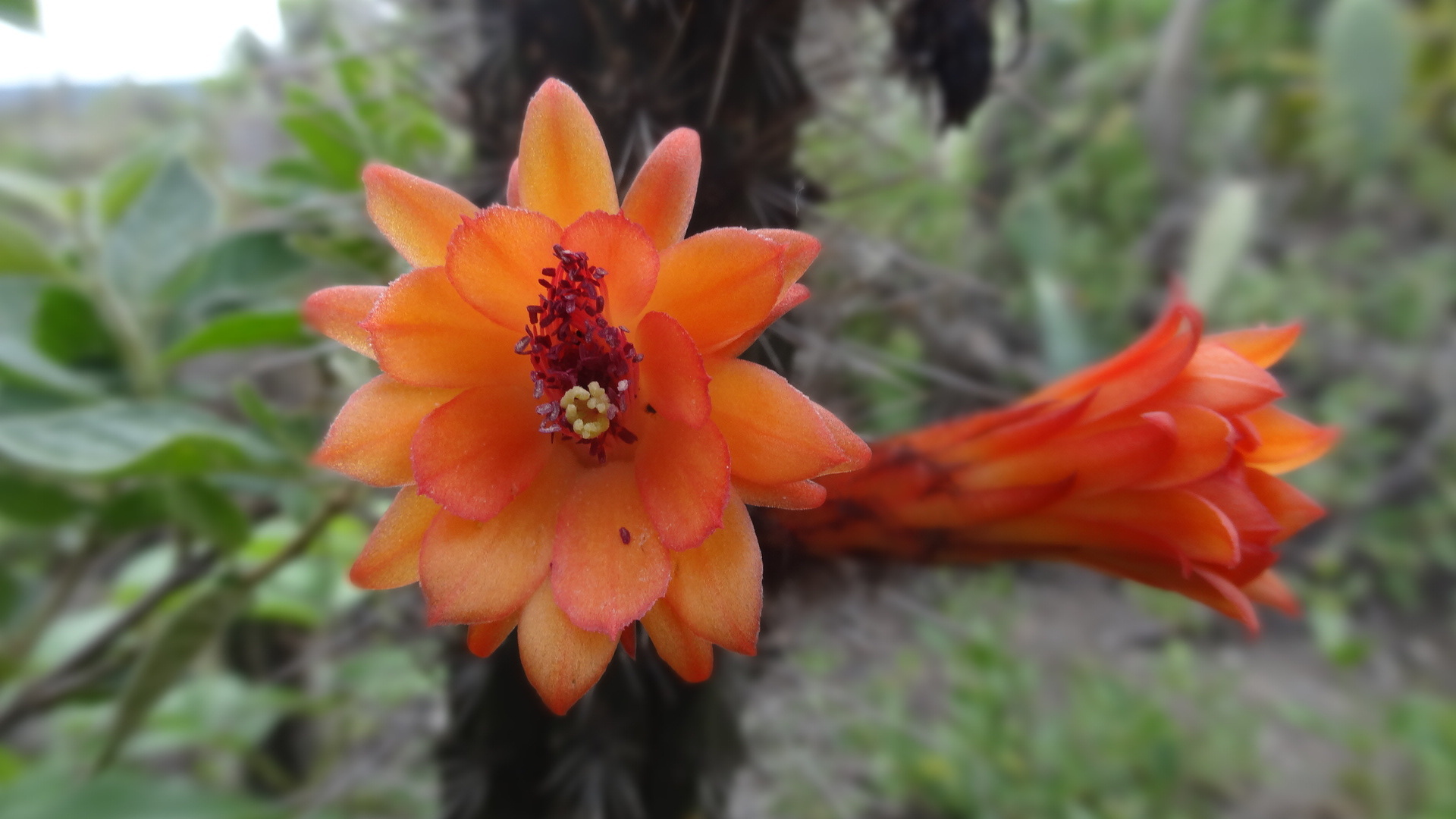
Detalle de la flor